# Karol Wielki (serial telewizyjny)
Karol Wielki (fr. Charlemagne, le prince à cheval) – trzyodcinkowy miniserial biograficzny z 1994, opowiadający o życiu Karola Wielkiego.

## Główne role
- Christian Brendel : Karol Wielki
- Anny Duperey : Bertrada z Laon
- Gilles Gaston-Dreyfus : Einhard
- Xavier Deluc : Roland
- Pierre Cosso : Olivier
- Corinne Touzet : Irène z Bizancjum
- Frank Finlay : Alcuin d'York
- Marc de Jonge : Childeric
- Sophie Duez : Luitgarde
- Cris Campion : Pepin Garbaty
- André Oumansky : Pepin Krótki
- Lino Capolicchio : papież Leon III
- Paolo Bonacelli : Vitale
- Simona Cavallari : Ermengarde
- Vanilli Corbellini : Ganelon
- Carole Richert : Himiltrude
- Nils Tavernier : Karoloman
- Isabelle Pasco : Hildegarde
- Arno Chevrier : Roger
- Sergio Fantoni : papież Hadrian I